# Skånlands kommun
Skånlands kommun (norska: Skånland kommune) var en kommun i Troms fylke i norra Norge. Den tidigare centralorten Evenskjer ligger på östra sidan av Tjeldsundet, längst västerut i den dåvarande kommunens område. Orten utgör sedan 2020 centralort för Tjeldsunds kommun, i vilken detta område numera ingår. Skånlands kommun gränsade mot Harstads kommun i väster, Ibestads kommun i norr, Gratangens kommun i öst samt Narviks, Evenes och Tjeldsunds kommuner i Nordland fylke i syd och sydväst.
En tredjedel av den tidigare kommunen var täckt av skog. 40 % av befolkningen arbetade i andra kommuner.
Várdobáiki samisk senter ligger i Evenskjer.

## Administrativ historik
Skånlands kommun tillkom i sin första "version" 1926 genom utbrytning ur dåvarande Trondenes kommun. Vid en kommunreform 1964 överfördes en del till Ibestads kommun, samtidigt som Astafjords kommun gick upp i Skånlands kommun.
Den 1 januari 2020 sammanslogs Skånlands kommun med Tjeldsunds kommun. Den nya kommunen fick namnet Tjeldsunds kommun och kom inledningsvis att ligga i det då nybildade Troms og Finnmark fylke, innan den blev en del av återupprättade Troms fylke den 1 januari 2024.

## Tätorter

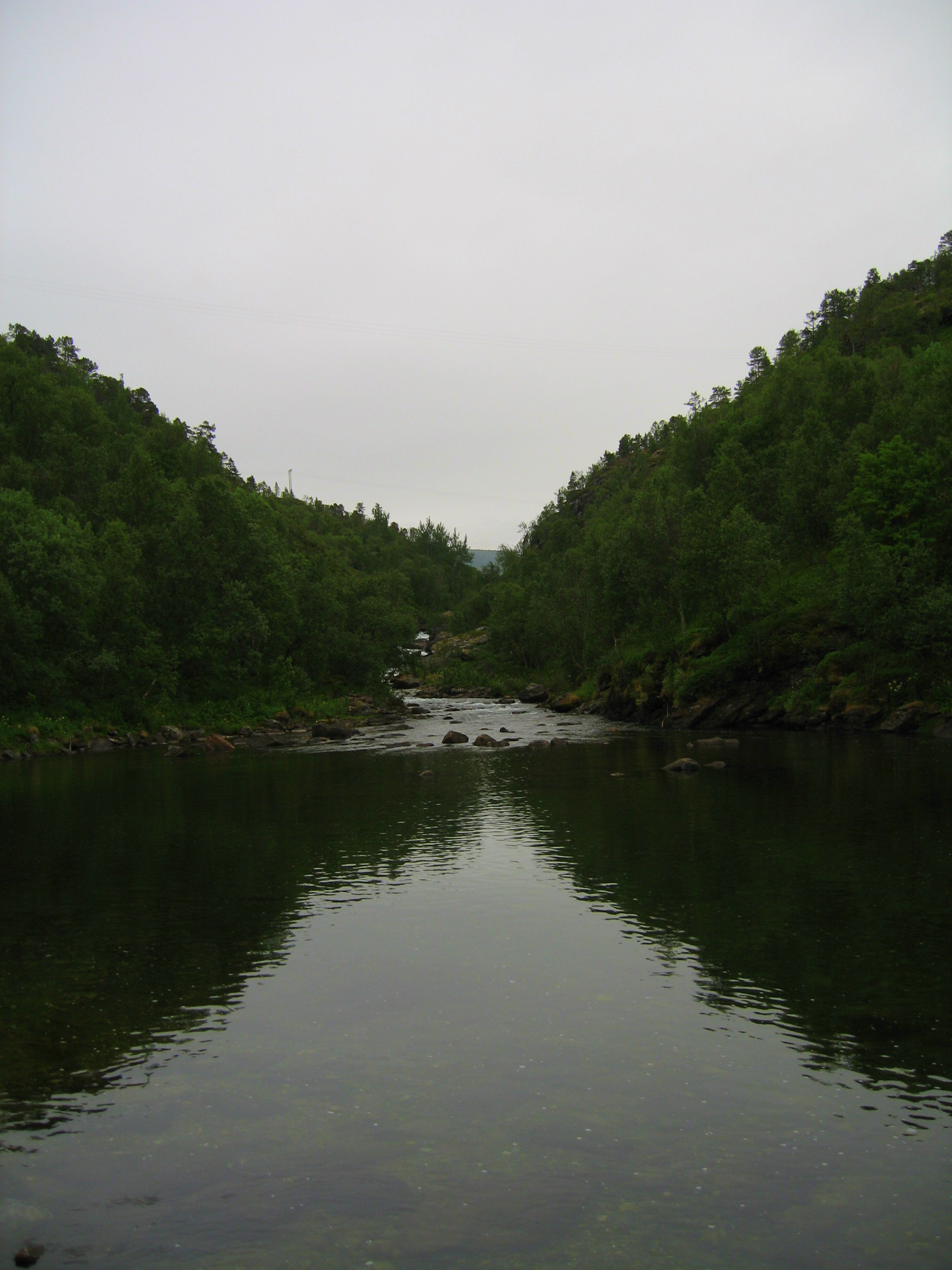
Tennevikelva.

- Evenskjer
- Grov